# Sonno profondo (film)
Sonno profondo è un film argentino del 2013 diretto da Luciano Onetti e prodotto da Nicolás Onetti, considerato la prima parte della trilogia giallo di Onetti insieme a Francesca (2015) e Abrakadabra (2018).

## Trama
Dopo aver ucciso una donna, un assassino con traumi infantili riceve una strana busta contenente le fotografie di se stesso mentre commette l'omicidio. Si rende conto che c'è un nemico in agguato e passa dall'essere l'assassino a diventare la preda.

## Produzione
Mentre studiava legge nella città di Olavarría, provincia di Buenos Aires, Luciano Onetti iniziò a filmare con una telecamera Nikon a risoluzione 1920x1080 alcune scene in cui appariva indossando guanti di pelle, ispirandosi al cinema di Dario Argento. In seguito le compilò per il montaggio di un film horror sperimentale e lo inviò al Festival di Sitges, in Catalogna, dove fu accettato.
Secondo Nicolás Onetti, produttore e fratello del regista, il film è stato girato con una fotocamera Nikon D3100 con lenti degli anni Ottanta. Luciano Onetti ha curato il montaggio con l'aiuto di software come Sony Vegas Pro e Adobe After Effects. Il costo di produzione è stato di circa 4.000 dollari, a cui ha contribuito Nicolás.
La colonna sonora è stata composta dal regista, basandosi sull'opera musicale di Ennio Morricone e dei Goblin. Onetti ha deciso di girare il film con dialoghi in italiano come omaggio ai film gialli degli anni Settanta; anche nel titolo si può notare il riferimento ai film di Dario Argento Non ho sonno e Profondo rosso.
Il film è interpretato da Luciano Onetti, Daiana García e Silvia Duhalde e ha una durata di 67 minuti.

## Distribuzione
Il film è stato presentato in anteprima internazionale al Festival di Sitges 2013 e ha partecipato ad altri eventi come il Morbido Film Fest in Messico, il Mar del Plata International Film Festival, il Puerto Rico Horror Film Festival, il Buenos Aires Rojo Sangre, l'HorrorQuest Film Festival negli Stati Uniti, l'Horror-On-Sea Festival nel Regno Unito, il Festival international du film fantastique de Gérardmer e Hemoglozine, tra gli altri. Nel 2014, la società BrinkVision ha ottenuto i diritti per distribuire il film in VOD e DVD negli Stati Uniti e in Canada.
Anni dopo, Onetti ha deciso di pubblicare una nuova versione del film in risoluzione 4K con i dialoghi registrati da attori italiani (nella versione originale, i dialoghi italiani erano fatti da argentini), con una correzione del colore, nuove musiche e scene aggiuntive per dare più contesto alla storia.

## Accoglienza

### Critica
Nella sua recensione per la rivista Fangoria, Chris Alexander ha definito il film "audace", anche se "a volte troppo frenetico", e lo ha consigliato "ai fan dell'horror che amano le cose strane e stimolanti". Per Thomas M. Sipos del sito web Hollywood Investigator, Sonno profondo "fa un ottimo lavoro nel catturare lo stile, l'arredamento e l'atmosfera del giallo italiano degli anni '70", anche se ha detto che "dopo aver parodiato o imitato tutti gli elementi familiari del sottogenere, cade piatto".

### Riconoscimenti
Sonno profondo ha vinto il premio come miglior lungometraggio al festival Hemoglozine di Ciudad Real, in Spagna, ha ricevuto una menzione speciale al festival Buenos Aires Rojo Sangre, è stato scelto come miglior film straniero all'HorrorQuest Film Festival, ha vinto nella categoria miglior colonna sonora al Tabloid Witch Awards e ha vinto il premio di audizione per il miglior film iberoamericano al Festival de Cine Fantástico de Montevideo.